# Chiesa di Santa Maria delle Nevi
La chiesa di Santa Maria delle Nevi è un luogo di culto cattolico situato a Siena in via dei Montanini.

## Storia e Descrizione

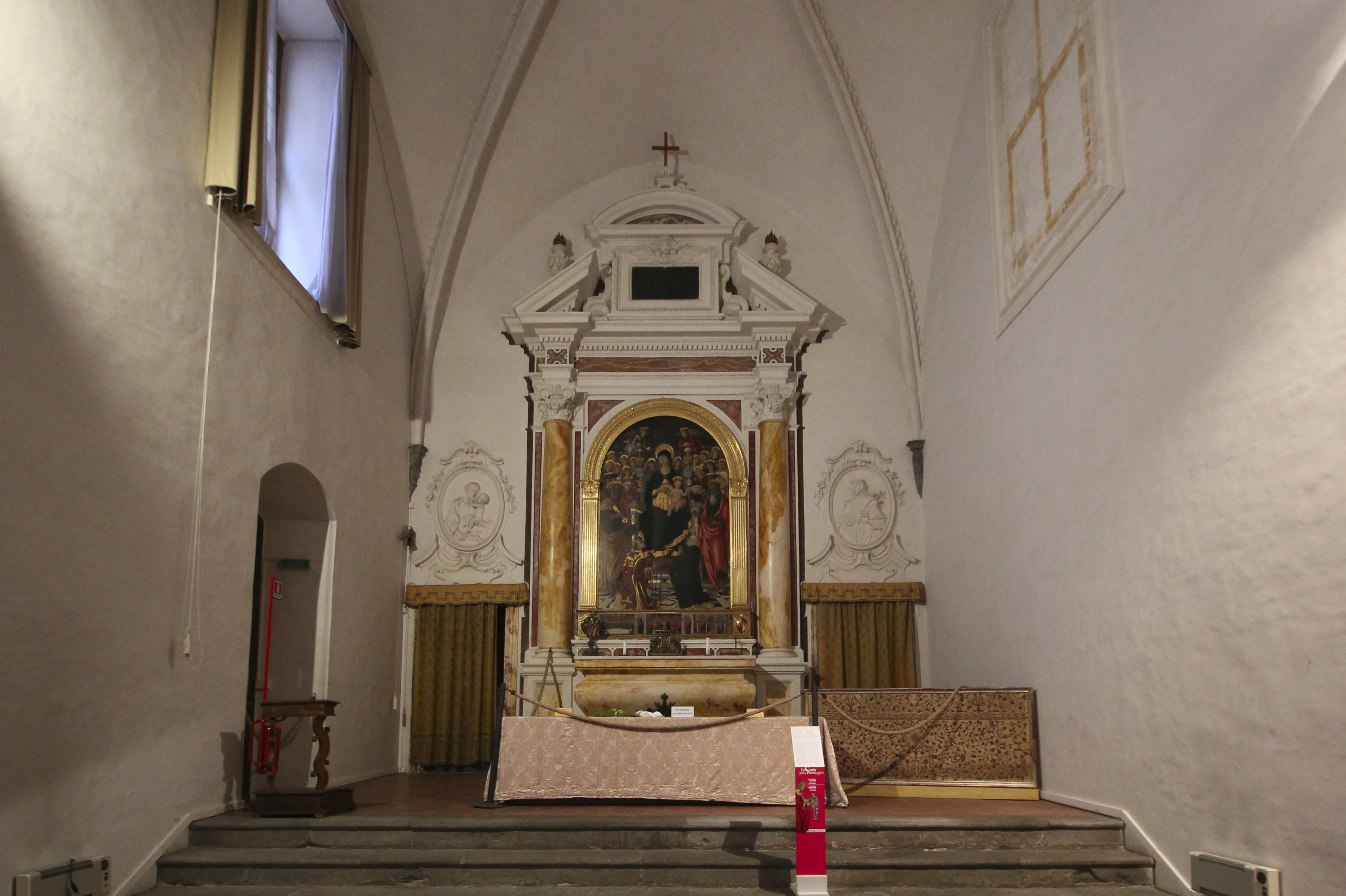
L'interno

Fu edificata tra il 1471-1472 e il 1477 da Giovanni Cinughi, vescovo di Pienza, per la sua famiglia. Tuttavia alla sua morte vennero a mancare i fondi per il completamento dell'interno.
Faceva inizialmente parte dell'antico convento di Sant'Egidio, detto delle “Suore Cappuccine”, che si estendeva dall'uno all'altro lato di via Malavolti, scavalcandola con un arco. In seguito per permettere la realizzazione della nuova piazza Umberto I, nei primi anni del XX sec. il convento fu acquistato dal comune e demolito. Dell'antico monastero si salvò soltanto la piccola chiesa rinascimentale della Madonna delle Nevi grazie al sindaco Lisini, che da storico e studioso si oppose duramente alla distruzione della chiesa ritenendo inutile un ulteriore abbattimento del piccolo edificio e delle opere custodite all'interno.
L'edificio presenta una classicheggiante facciata in travertino, ornata con elementi decorativi (timpano, lesene, portale in pietra serena e stemmi del committente in marmo).
La pregevole architettura rinascimentale, ad unica navata e due campate voltate a crociera, è attribuita a Bastiano di Corso o Lorenzo di Pietro, detto il Vecchietta, o comunque a qualche altro allievo di Francesco di Giorgio.
L'edificio è illuminato dalla finestra circolare della facciata e dalle due finestre laterali sinistre, mentre le due finestre di destra sono disegnate ma lasciate incompiute, così come incompiuta è tutta la decorazione delle pareti laterali e delle volte.

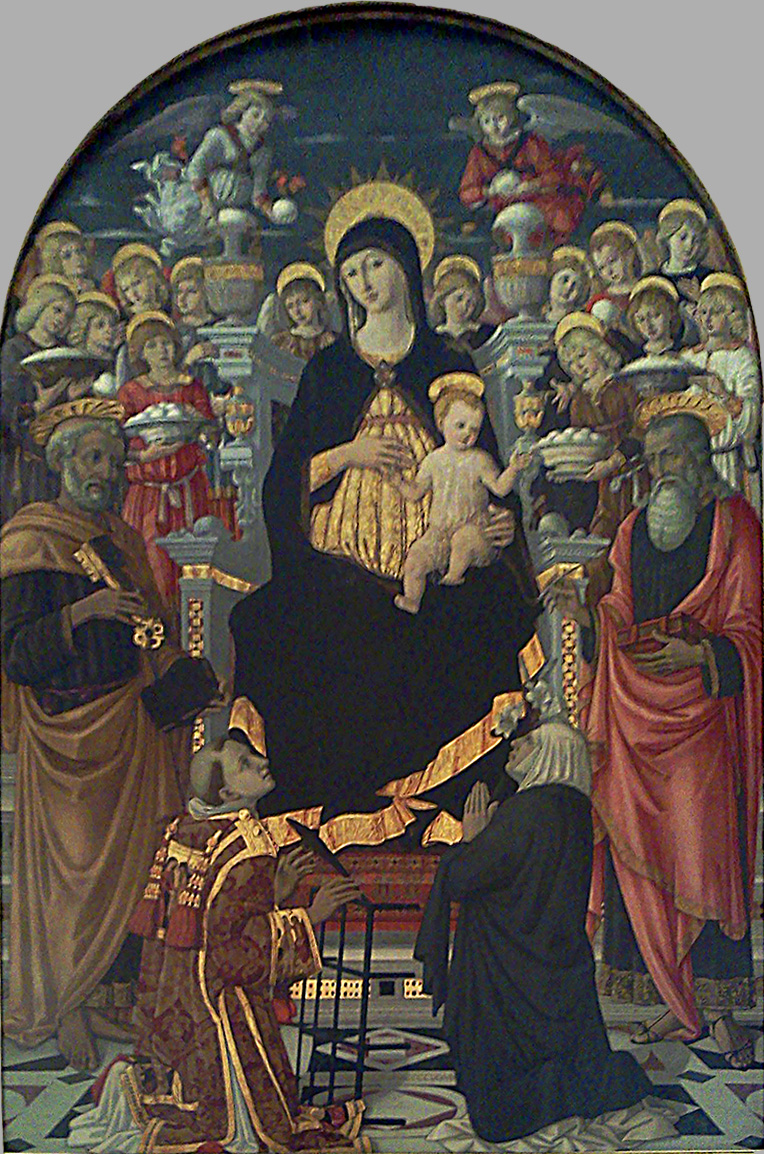
Madonna delle Nevi di Matteo di Giovanni

Sull'altare maggiore si trova la grande Madonna delle Nevi, capolavoro firmato e datato da Matteo di Giovanni (1477). Presenta la Madonna in trono col Bambino fiancheggiati dai Santi Pietro e Giovanni Evangelista e davanti ai Santi Lorenzo e Caterina da Siena. Dietro di loro numerosi angeli che sorreggono vassoi con la neve caduta a Roma il 5 agosto del 358 sul sito dove papa Liberio decise di costruire la Basilica di Santa Maria Maggiore. La predella riporta la storia della nevicata e gli stemmi della famiglia Cinughi.
Gli stucchi ai lati dell'altare con San Giuseppe e Santa Maria Maddalena dei Pazzi sono attribuiti allo scultore senese Giuseppe Maria Mazzuoli (XVIII secolo).